# John Antoine Nau
Eugène Léon Édouard Torquet, mer känd som John-Antoine Nau, född 19 november 1860 i San Francisco (Kalifornien i USA), död 17 mars 1918 
i Tréboul (Finistère i Frankrike), var en symbolistisk romanförfattare och poet. Han var av amerikanskt ursprung men skrev på franska. För sin första roman Force ennemie fick han det första Goncourtpriset 1903.